# Путря Ілля Германович
Ілля Германович Путря (нар. 15 травня 1998, Бердянськ, Запорізька область, Україна) — український футболіст, півзахисник клубу «ЛНЗ».

## Клубна кар'єра
Вихованець маріупольського клубу «Азовсталь». У 2011 році перейшов до академії «Шахтаря». Захищав кольори юнацької та молодіжної команди «гірників». За основну команду донецького клубу не зіграв жодного офіційного поєдинку.
Під час зимової перервисезону 2018/19 років перейшов до «Маріуполя». У футболці «городян» дебютував 17 березня 2019 року в нічийному (1:1) виїзному поєдинку 22-о туру Прем'єр-ліги проти львівських «Карпат». Ілля вийшов на поле на 68-й хвилині, замінивши Андрія Борячука.
У вересні 2020 року гравець перейшов до складу одеського «Чорноморця».

## Кар'єра в збірній
У 2019 році зіграв 3 поєдинки за молодіжну збірну України.

## Особисте життя
Батько Іллі, Герман Путря, також був професіональним футболістом, виступав у складі «Металургу» (Запоріжжя), «Зорі» (Луганськ) та ФК «Маріуполь».